# Свети Никола (Мързен Ораовец)
Вижте пояснителната страница за други значения на Свети Никола.
„Свети Никола“ (на македонска литературна норма: „Свети Никола“) е православна църква в тиквешкото изоставено село Мързен Ораовец, централната част на Северна Македония. Част е от Повардарската епархия на Македонската православна църква.
Църквата е изградена и изписана в 1694 година, според запазения надпис над входа от вътрешната страна на църквата. Представлява малка еднокорабна сграда, градена от камък и варов хоросан. На източната страна има петстранна олтарна апсида от външната страна. Отвътре църквата е засводена с полукръгъл свод. В олтарното пространство е олтарната конха, а северно и южно от нея има две малки ниши – проскомидия и дяконик. Зографските работи в църквата са завършени също в 1694 година, както пише в надписа. Зографите на фреските са неизвестни. Иконостасът и иконите на него, както и царските двери са от XIX век.
Живописта се отличава с изразен графизъм и студен колорит.
Виктория Поповска-Коробар дава ново тълкуване на ктиторския надпис и след по-задълбочен анализ на иконографската програма, заключава, че паметникът е от 1584 година.
- Ктиторският надпис на западната стена на наоса
- Съдът на Пилат
- Свети Димитър на южната стена на наоса
- Свети Евстратий на южната стена на наоса